# Finn Henriksen
Pour les articles homonymes, voir Henriksen.
Finn Henriksen (né le 29 janvier 1933 à Randers et mort le 6 décembre 2008  à Lyngby) est un réalisateur et scénariste danois.

## Biographie
Finn Henriksen a réalisé 17 films et a écrit le scénario de films entre 1960 et 1989.

## Filmographie
- Jydekompagniet 3 (1989)
- Jydekompagniet (1988)
- Fængslende feriedage (1978)
- Piger til søs (1977)
- Julefrokosten (1976)
- Piger i trøjen 2 (1976)
- Piger i trøjen (1975)
- Pigen og drømmeslottet (1974)
- Helle for Lykke (1969)
- Far laver sovsen (1967)
- Pigen og greven (1966)
- Flådens friske fyre (1965)
- Norden i flammer (1965)
- Bussen (1963)
- Frøken April (1963)
- Prinsesse for en dag (1962)
- Amoureux à Copenhague (da) (Forelsket i København, 1960)